# Лампадодромия
Лампадодроми́я (или лампадедроми́я, др.-греч. λαμπαδηδρομία; также др.-греч. λαμπαδηφορία у Геродота и др.-греч. λαμπαδουχία у Ликофрона) — древнегреческое ритуальное состязание в беге с горящими факелами, наиболее известно по сведениям из Афин, также проводилось в ряде других древнегреческих городов. В Афинах факелоносцы образовывали несколько соперничавших команд, бегуны которых передавали факел друг другу.
В 1936 году Карл Дим инициировал использование мотивов ритуала для эстафеты олимпийского огня.

## Описание ритуала

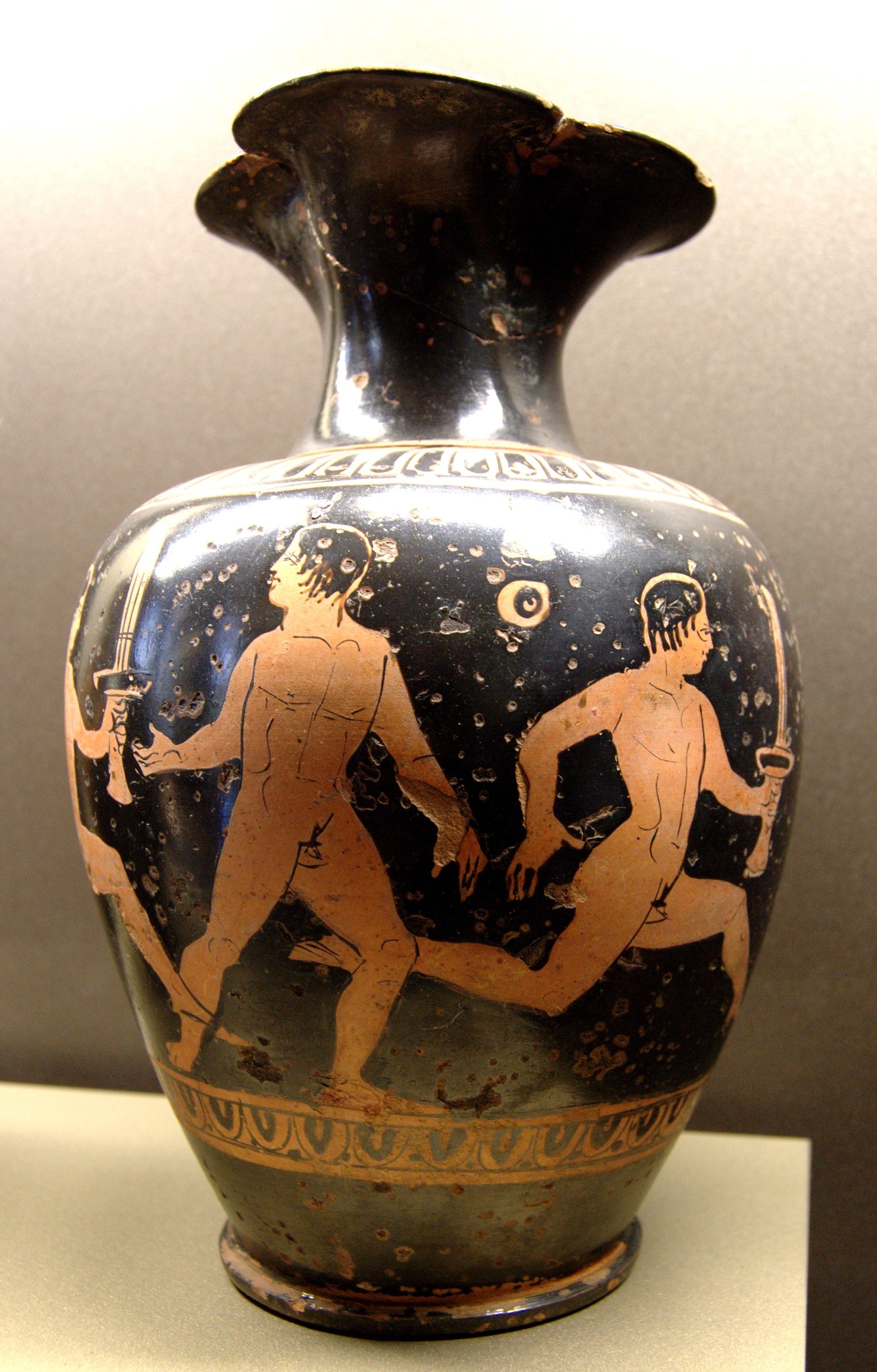
Передача факела (аттическая краснофигурная ойнохоя IV века до н. э.)

Древнейшее упоминание ритуала относится ко времени афинского тирана Писистрата — согласно Плутарху, около места в Академии, где зажигали огонь при беге, тот из своей любви к Харму воздвиг статую Эрота. Непосредственно бег начинался от жертвенника Прометея.
В Афинах факельный бег был частью многих праздников и популярной темой аттической вазописи V — начала IV веков до н. э.. На вазах есть как изображения старта бега, так и передачи факела и зажжения от факела огня на алтаре. Эней Тактик включает «факельные зрелища» в число собиравших множество народа.
Аристофан в комедии «Лягушки», чей текст поясняется схолиями, упоминает «башню» в Керамике, от которой начинались ежегодные состязания, и возгласы εἶναι для начала бега. Эту башню отождествляют с «башней Тимона» по Павсанию. Также Аристофан комедийно описывает сцену, когда на Панафинеях медленно бежавшего факелоносца начинал колотить народ.
Для победы необходимо было сохранить факел горящим во время бега — прибежавший первым, но с потухшим факелом, проигрывал сохранившему огонь. В «Лексиконе» Фотия объясняется, что гимнасиархи каждой из 10 фил отвечали за умащение маслом эфебов, которые бежали, передавая друг другу факел, и первый, кто зажигал пламя на алтаре, побеждал сам и побеждала его фила.
У Павсания названо лишь три участника состязания, и на изображениях, согласно Г. А. Мюллеру, более трех не встречается. Однако в одной из надписей упомянуто 13-14 победителей, составлявших команду. Некоторые надписи называют победившую филу. Награды за победу (бык, щит, гидрия) подлежали посвящению богу.

## Праздники в Афинах
Три праздника с обрядом называет Полемон: Панафинеи, Гефестии и Прометеи. Согласно Л. Д. Бондарь, имеются в виду только Великие Панафинеи. По указанию схолий к Аристофану и «Большого Этимологика», в Керамике проходили три лампадедромии: Афины, Гефеста, Прометея.
Фотий называет праздники Прометея, Гефеста и Пана и объясняет связь так: Прометей из-за похищения огня, Гефест как хозяин огня и Пан как соратник афинян против персов.
Геродот рассказывает, что после Марафонской битвы бег с факелами был введен в ежегодном празднестве Пана. Праздник Пана в этой связи упоминают также Фотий и схолии к Демосфену.
В нескольких афинских надписях также сообщается о лампадофории во время праздника Тесея, а в единичных надписях — об агоне на Гермеях и на Анфестериях, а с I в. н. э. — и на Эпитафиях (возможно, тождественных празднику Пана).
Конная эстафета с факелом (др.-греч. ἀφιππολαμπάς), упоминаемая Платоном для праздника Бендидий в Пирее и называемая «чем-то новым», известна также из надписи для Ларисы в Фессалии.

## Другие регионы

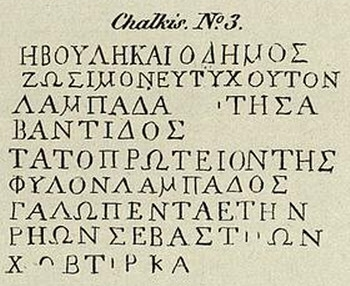
надпись из Халкиды с упоминанием лампадодромии

На празднике Афины Геллотии в Коринфе с факелами бежали девушки. Александр Великий устроил бег с факелами в Сузах во время своего похода.
Факельный агон включали в себя праздник Эантии на Саламине, в честь Артемиды Бравронии в Амфиполе, Гермеи на Делосе, Деметрии на Сиросе, Себастии в Халкиде и некоторые другие. В ряде центров — Гефестии на Лемносе и Византии — он входил в программу ведущих полисных празднеств — Гефестий и Боспорий соответственно.

## Устройство
Устройство бега с факелами (лампадархию) Аристотель в «Политике» относил к литургиям (общественным повинностям), требовавшим больших расходов и не приносящим пользы. Согласно его «Афинской политии», устроение состязаний с факелами в Афинах входило в обязанности басилевса (священного царя). Лампадархи упоминаются в надписях более чем из десятка древнегреческих городов (в основном Малой Азии, никогда Пелопоннеса).

## Традиция
Геродот сравнивал с передачей факелов на празднике Гефеста передачу послания персидскими вестниками, а Платон передачу факела — с рождением и воспитанием детей. Рассуждая о движении в «Физике», Аристотель считает передачу факела из рук в руки «перемещением смежным, но не непрерывным».
Образ был известен и римским авторам: по Лукрецию поколения живущих людей передают друг другу, «как в беге, светильники жизни»; Варрон вспоминает передачу факела в беге, передавая другу слово в беседе; Персий обращается к другу, который «на бегу вырывает светоч».
Фрэнсис Бэкон в сочинении «О мудрости древних» толковал передачу факелов в том смысле, что «совершенствования науки нужно ждать не от способностей или проворства какого-нибудь одного человека, а от последовательной деятельности многих поколений, сменяющих друг друга».